# Weizhai
Weizhai (kinesiska: 韦寨) är en köping i östra Kina. Den ligger i Linquan härad i staden Fuyang i provinsen Anhui, omkring 230 kilometer nordväst om provinshuvudstaden Hefei. Antalet invånare är 61875. Befolkningen består av 31 198 kvinnor och 30 677 män. Barn under 15 år utgör 26,0 %, vuxna 15-64 år 64 %, och äldre över 65 år 8,0 %.